# 普莱克斯
普莱克斯(英語：Praxair, Inc.)是一家美国工业气体生产商。也是美洲产值最大的工业气体生产商。

## 历史
1907年由德国发明家卡尔·冯林德创建，一战期间被美国政府沒收並加入美国联合碳化物集团，直到1995年更名普莱克斯並成为独立企业。1988年进入中国市场，2018年和林德集团合并。
2016年12月21日，工业气体巨头普莱克斯(Praxair Inc., PX)与德国同行林德(Linde AG, LNEGY)完成了长达两年的联姻过程，同意合并。该交易将缔造总市值为666亿美元的行业内最大公司。
2018年10月31日宣布，普莱克斯与林德股份公司宣布业务合并已成功完成。